# Ермаков, Дмитрий Акимович
Дмитрий Акимович Ермаков (25.10.1904-23.04.1980) — главный инженер (1942—1954, 1959—1967) и директор (1954—1959) Каширской ГРЭС, лауреат Сталинской премии (1952).

## Биография
Родился 25 октября 1904 года в деревне Бурцево Медынского уезда Калужской области.
Окончил в 1920 году школу второй ступени в Иркутске (1920), два курса Иркутского практического политехнического института (1921—1923) и Сибирский технологический институт в г. Томске по специальности инженер-механик (1929). Член ВКП(б) с июня 1940 года.
В 1929 году приехал на Каширскую ГРЭС, где проработал 38 лет:
- 1929—1931 дежурный инженер, инженер-энергетик Энергобюро;
- 1933—1935 старший инженер по эксплуатации турбинного цеха,
- 1935—1937 заместитель начальника турбинного цеха,
- 1937—1941 начальник турбинного цеха.

Затем — заместитель главного инженера, с 10 декабря 1942 года — главный инженер и заместитель директора ГРЭС-4. С 23 декабря 1954 по 1959 год — директор Каширской ГРЭС. В 1959—1967 годах — главный инженер Каширской ГРЭС.
С марта 1967 г. на пенсии. Умер 23 апреля 1980 г.

## Награды и звания
- Сталинская премия 3 степени (1952 год) — за участие в разработке гидродинамического регулирования турбин;
- Два ордена Трудового Красного Знамени (1945; 1952);
- Медаль «За оборону Москвы» (1944);
- Медаль «За доблестный труд в Великой Отечественной войне 1941—1945 гг.»;
- Медаль «В память 800-летия Москвы»;
- Медаль «За доблестный труд. В ознаменование 100-летия со дня рождения В. И. Ленина».